# Międzynarodowe Afrykańskie Stowarzyszenie

Flaga „Międzynarodowego Afrykańskiego Stowarzyszenia”, Wolnego Państwa Kongo (1877–1908) i Konga Belgijskiego (1908–1960).

Międzynarodowe Afrykańskie Stowarzyszenie (fr. Association internationale africaine) było organizacją założoną przez gości Brukselskiej Konferencji Geograficznej w 1876 zwołanej przez Króla Leopolda II z Belgii. Władca używał Stowarzyszenia, by kierować potajemnie Wolnym Państwem Kongo, które stało się de facto jego własnością.

## Historia

### Powstanie
Organizacja została stworzona w 1876 na Brukselskiej Konferencji Geograficznej, na którą Leopold zaprosił czterdziestu znanych ekspertów, w tym geografów i bogatych filantropów. Goście przybywali z różnych państw Europy. Stowarzyszenie zostało powołane jako wieloosobowe, naukowe i humanitarne zgromadzenie, ale szybko zostało zdominowane przez Leopolda i jego interesy w Afryce. Początkowo, celem grupy było „odkrycie” ogromnego nieznanego Kongo i cywilizowanie jego mieszkańców. Z czasem stało się narzędziem Króla Belgii do wyzyskiwania rdzennych mieszkańców kraju.

### Rozpad organizacji
Wewnętrzne sprzeczki między członkami Stowarzyszenia doprowadziły do rozpadu organizacji. Doprowadziło to do zwołania konferencji berlińskiej, która zakończyła się wyścigiem o Afrykę.

### Powstanie Międzynarodowego Stowarzyszenia Kongo
W 1878 powstało Międzynarodowe Stowarzyszenie Kongo, które miało więcej celów ekonomicznych, ale było bardzo zbliżone do wcześniejszej organizacji. Leopold potajemnie przekupił zagranicznych inwestorów Stowarzyszenia, by ci poparli jego imperialistyczne cele. Leopold zmienił „ideologię [organizacji] z międzynarodowego filantropijnego stowarzyszenia w prywatne komercyjne przedsiębiorstwo... [i] zmienił komercyjny plan w polityczną rzeczywistość: Wolne Państwo Kongo.”